# Історичне середовище

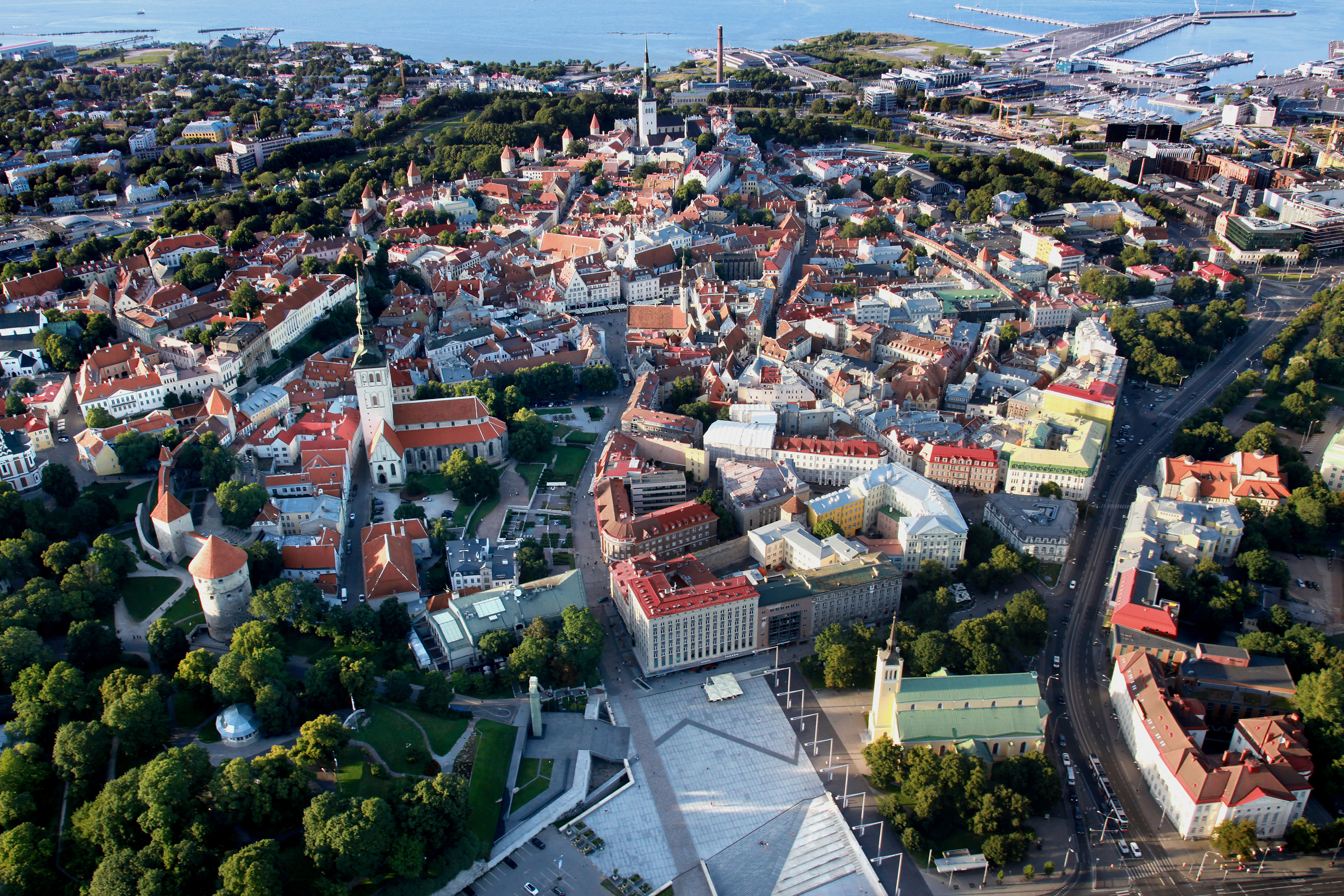
Історична забудова Таллінну

Історичне середовище - історико-культурний спадок, відображений у сукупності художніх, архітектурних просторів та форм, що становлять для суспільства історичну та культурну цінність. Поняття включає не тільки рукотворні архітектурні композиції, але й історичні ландшафти, природні пам'ятки тощо.
Кожне міське архітектурно-історичне середовище має неповторну ознаку автентічності. У сучасному світі ретельно збережене та/або відновлене історичне середовище часто стає умовою розбудови економіки та туризму, розвитку архітектурно-художньої думки. Архітектурної особливості місту додають важливі історичні об'єкти. Традиційними центрами тяжіння у місті є релігійні та культові споруди (церкви, собори, монастирі, лаври тощо), торговельні осередки (ринки, торговельні вулиці), площі, фортифікаційні споруди (фортеці, вежі, стіни та вали, ворота й перекидні мости) минулих епох. Задовільний конструктивний та зовнішній стан історичного надбання забезпечують процеси ревіталізації, реставрації та реадаптації історичних будівель та просторів для використання у сучасному житті, що тісно пов'язано з поняттям джентрифікації.
Задля збереження культурного й туристичного потенціала міста, архітектори та громада повинні уважно стежити за збереженням наявного планування вулиць, цілісності історичної забудови, міського пейзажу, загальної атмосфери та архітектурної доречності новозведених об'єктів у історичному контексті.

## Відновлення історичного середовища
На тлі значних руйнувань, завданих історико-культурному середовищу багатьох українських міст у результаті російських ударів під час Російсько-Української війни, перед українським суспільством постали питання відновлення зруйнованої міської забудови та архітектурно-культурного простору. Історичний досвід, здобутий зокрема при відновленні зруйнованих міст у період після Другої світової війни, може допомогти у післявоєнній відбудові України.
У 1944 році нацистські війська зруйнували Варшаву майже на 80%. Масштаб руйнувань житлового фонду та інфраструктури міста були настільки суттєвими, що існування міста опинилося під загрозою. Перед початком відбудови, владі довелося націоналізувати усю землю в місті. Попри надії поляків на поміч світової спільноти у відродженні Варшави, допомога не була суттєвою. Із зруйнованих будинків вилучали металеві ванни, перила, будівельне сміття перероблювалося на бетон, цегла використовувалася повторно - так в умовах обмеженості ресурсів та нагальної потреби у житлі, Бюро відбудови столиці відродило історичну забудову Варшави з урахуванням потреб містян. У місті побільшало зелених насаджень, квартири стали більш функціональними, комунікації оновили. Згодом історичний центр Варшави було внесено до списку Світової спадщини ЮНЕСКО. Водночас Бюро припустилося помилок: через велику потребу у житлі не вдалося створити достатньо громадських просторів. Новозбудовані автомобільні магістралі та недостатній розвиток громадського транспорту стали передумовами надмірної автомобілізації.
Беручи до уваги світовий досвід, здобуття та помилки різних держав у післявоєнному відновленні міської забудови, українські архітектори можуть відновити частково зруйноване або відтворити повністю знищене історичне середовище, навчаючись на досвіді Варшави, Дрездену, Берліну, Хіросіми та інших відбудованих міст.